# Ted McClain
Theodore McClain (Nashville, 30 augustus 1946) is een Amerikaans voormalig basketballer.

## Carrière
McClain speelde van 1967 tot 1971 collegebasketbal voor de Tennessee State Tigers. In 1971 werd hij als 22e gekozen door de Atlanta Hawks in de NBA draft en als 31e door de Carolina Cougars in de ABA draft van dat jaar. Hij besloot te tekenen bij de Carolina Cougars en speelde er drie seizoenen. In mei 1974 werd hij geruild naar de Kentucky Colonels voor een geldsom. In 1975 werd hij ABA-kampioen met de Colonels. In februari 1976 werd hij geruild naar de New York Nets en werd ook met hen ABA-kampioen.
In september 1976 werd hij geruild naar de Denver Nuggets in ruil voor twee draftpicks. In 1976 tekende hij als vrije speler bij de Buffalo Braves maar de Nuggets kregen een draftpick in compensatie. In januari 1978 werd hij geruild naar de Philadelphia 76ers voor een draftpick. In oktober 1978 werd zijn contract bij hen ontbonden. 
In januari 1979 tekende hij bij Phoenix Suns, maar zijn contract werd niet verlengd voor het volgende seizoen.

## Erelijst
- ABA-kampioen: 1975, 1976
- ABA All-Star: 1974
- ABA All-Defensive First Team: 1974

## Statistieken

### Regulier seizoen
| Seizoen  | Team               | WG  | WS | MPW  | 2P%  | 3P%  | FW%  | RPW | APW | SPW | BPW | PPW  |
| -------- | ------------------ | --- | -- | ---- | ---- | ---- | ---- | --- | --- | --- | --- | ---- |
| 1971/72  | Carolina Cougars   | 64  | –  | 14,1 | 37,3 | 24,5 | 77,5 | 1,9 | 1,9 | –   | –   | 6,5  |
| 1972/73  | Carolina Cougars   | 84  | –  | 21,6 | 50,5 | 33,3 | 71,1 | 3,1 | 2,7 | 1,4 | –   | 9,6  |
| 1973/74  | Carolina Cougars   | 84  | –  | 30,7 | 49,8 | 7,4  | 77,2 | 4,3 | 4,1 | 3,0 | 0,3 | 13,1 |
| 1974/75  | Kentucky Colonels  | 72  | –  | 27,4 | 44,4 | 12,5 | 75,4 | 3,7 | 5,1 | 1,8 | 0,2 | 8,6  |
| 1975/76  | Kentucky Colonels  | 43  | –  | 28,6 | 42,3 | 50,0 | 78,3 | 3,1 | 4,7 | 1,9 | 0,3 | 7,7  |
| 1975/76  | New York Nets      | 30  | –  | 23,2 | 43,0 | 20,0 | 81,2 | 2,4 | 3,5 | 1,9 | 0,3 | 11,3 |
| 1976/77  | Denver Nuggets     | 72  | –  | 27,8 | 44,5 | –    | 74,4 | 3,2 | 4,5 | 1,5 | 0,2 | 8,2  |
| 1977/78  | Buffalo Braves     | 41  | –  | 17,7 | 44,0 | –    | 79,4 | 1,8 | 3,0 | 1,0 | 0,0 | 5,2  |
| 1977/78  | Philadelphia 76ers | 29  | –  | 10,1 | 43,8 | –    | 70,0 | 1,3 | 1,2 | 0,6 | 0,1 | 3,1  |
| 1978/79  | Phoenix Suns       | 36  | –  | 12,9 | 47,0 | –    | 91,3 | 1,9 | 1,7 | 0,5 | 0,0 | 4,6  |
| Carrière | Carrière           | 555 | –  | 22,9 | 45,7 | –    | 76,7 | 2,9 | 3,4 | 1,7 | 0,2 | 8,4  |

### Play-offs
| Seizoen  | Team               | WG | WS | MPW  | 2P%  | 3P%  | FW%  | RPW | APW | SPW | BPW | PPW  |
| -------- | ------------------ | -- | -- | ---- | ---- | ---- | ---- | --- | --- | --- | --- | ---- |
| 1972/73  | Carolina Cougars   | 12 | –  | 19,5 | 30,4 | 20,0 | 73,3 | 3,6 | 1,8 | –   | –   | 4,7  |
| 1973/74  | Carolina Cougars   | 4  | –  | 33,3 | 43,1 | 0,0  | 58,3 | 4,8 | 2,8 | 1,8 | 0,0 | 12,8 |
| 1974/75  | Kentucky Colonels  | 15 | –  | 36,3 | 43,0 | 0,0  | 78,0 | 5,5 | 5,8 | 1,9 | 0,3 | 12,0 |
| 1975/76  | New York Nets      | 8  | –  | 12,0 | 27,8 | 0,0  | 60,0 | 1,4 | 0,9 | 0,6 | 0,1 | 3,3  |
| 1976/77  | Denver Nuggets     | 6  | –  | 28,3 | 41,3 | –    | 75,0 | 2,3 | 4,5 | 1,7 | 0,3 | 7,3  |
| 1977/78  | Philadelphia 76ers | 5  | –  | 6,2  | 30,0 | –    | –    | 1,2 | 2,0 | 1,0 | 0,0 | 1,2  |
| 1978/79  | Phoenix Suns       | 14 | –  | 7,4  | 44,1 | –    | 81,3 | 1,1 | 0,9 | 0,4 | 0,0 | 3,1  |
| Carrière | Carrière           | 64 | –  | 20,5 | 39,2 | –    | 73,5 | 3,0 | 2,8 | 1,2 | 0,2 | 6,3  |

10 Dampier · 
14 Averitt · 
22 Jones · 
23 Littles · 
24 McClain · 
25 Bradley · 
31 Roberts · 
42 Thomas · 
44 Issel · 
53 Gilmore · 
Coach Brown
11 Bucci · 
12 Terry · 
14 Taylor · 
21 Bassett · 
22 Eakins · 
23 Williamson · 
24 McClain · 
25 Melchionni · 
30 Skinner · 
32 Erving · 
33 Jones · 
35 Hughes · 
Coach Loughery